# マルガレーテ・フォン・ルクセンブルク (バイエルン公妃)
マルガレーテ・フォン・ルクセンブルク（独：Margarethe von Luxemburg）またはマルガレーテ・フォン・ベーメン（同：Margarethe von Böhmen, 1313年 - 1341年）は、ボヘミア王ヨハンと最初の妃エリシュカ・プシェミスロヴナの長女。同母弟に神聖ローマ皇帝兼ボヘミア王カール4世とモラヴィア辺境伯ヨハン・ハインリヒが、同母妹にフランス王ジャン2世の妃ボンヌが、異母弟にルクセンブルク公ヴェンツェル1世がいる。また、同名の姪（カール4世の長女）がハンガリー王ラヨシュ1世の最初の妃となっている。
1328年8月12日にシュトラウビングで下バイエルン公ハインリヒ14世と結婚した。2人は2男をもうけたが、次男は夭逝した。

## 子女
- ヨハン（1329年 - 1340年）
- ハインリヒ（1330年）